# Lagopède alpin
Lagopus muta
Espèce
Statut de conservation UICN

 LC  : Préoccupation mineure
Le Lagopède alpin (Lagopus muta ou, de manière erronée, Lagopus mutus) est une espèce d'oiseaux de taille moyenne de la famille des Phasianidae. Il est également appelé lagopède des rochers, perdrix des neiges ou encore ptarmigan. 

## Description

### Mensurations
Cet oiseau de trente-quatre à trente-six centimètres de longueur et 54 à 60 centimètres d'envergure est plus petit d'environ 10% que le lagopède des saules. 

### Plumage
A la naissance, le poussin est couvert d'un épais duvet qui est rapidement remplacé par un plumage juvénile. En septembre, l'oiseau a terminé sa mue et arbore le plumage d'automne (1). A la fin de la saison, dès les premiers jours de l'hiver, le jeune lagopède alpin mue une nouvelle fois pour acquérir son plumage blanc (2). Celui-ci est porté jusqu'au printemps puis, en avril, les plumes de la partie supérieure du corps sont remplacées, ce qui donne le plumage nuptial (3). Au cours de l'été, l'oiseau mue partiellement afin de revêtir le plumage d'automne et le cycle recommence : plumage d'hiver, plumage nuptial, plumage d'automne.
- Plumage d'automne (1), en été-automne, de brun en été, il devient grisâtre avec le dessous blanc en automne.
- Plumage blanc (2), en hiver, il est totalement blanc (à l'exception des rectrices sous-caudales qui restent sombres).
- Plumage nuptial (3), au printemps-été le mâle a une livrée nuptiale où domine le gris-brun, la femelle est d'un rouge-brun, puis se recouvre de brun en fin d'été.

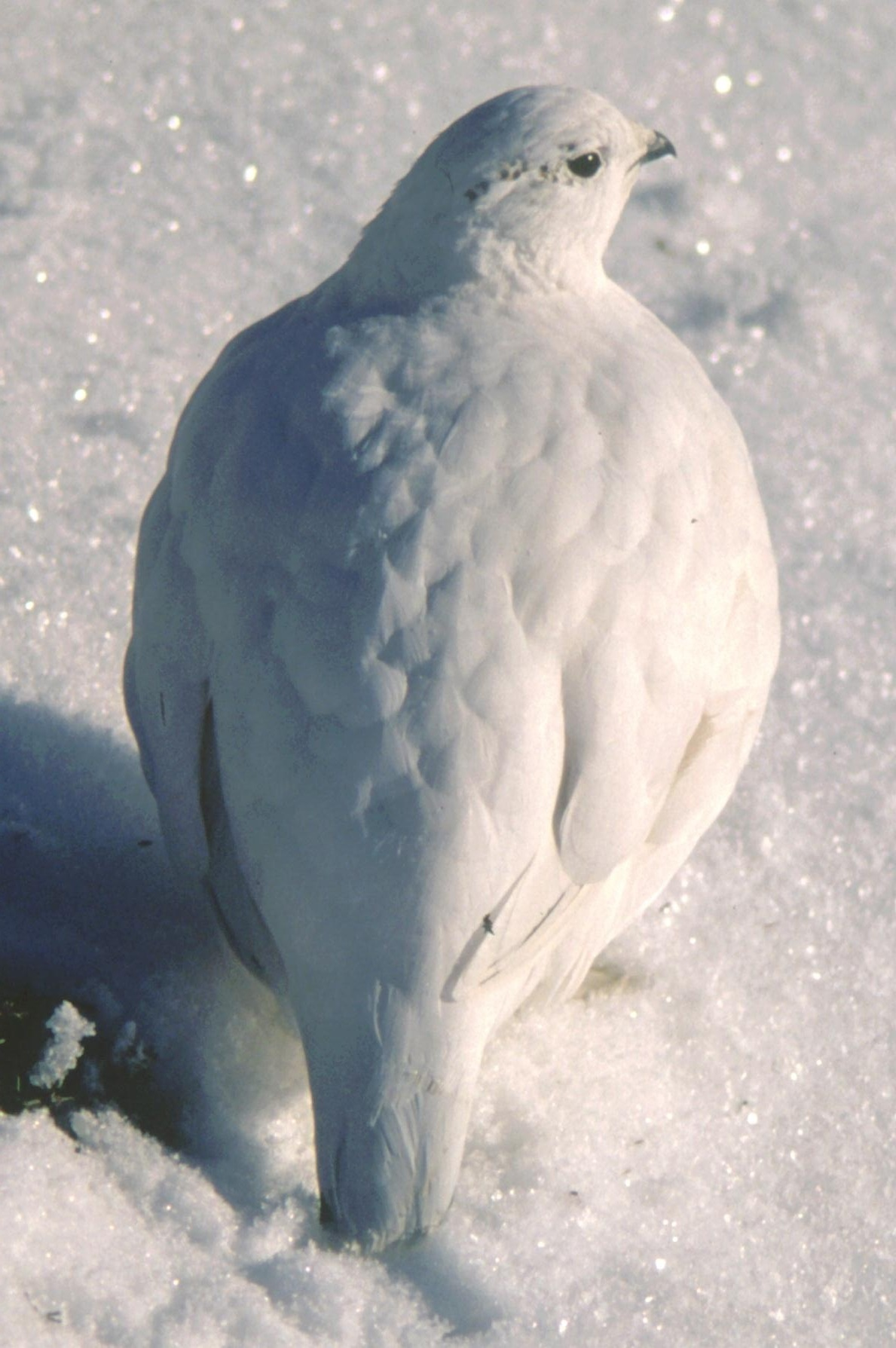
Plumage d'hiver (1), Lagopus muta japonica
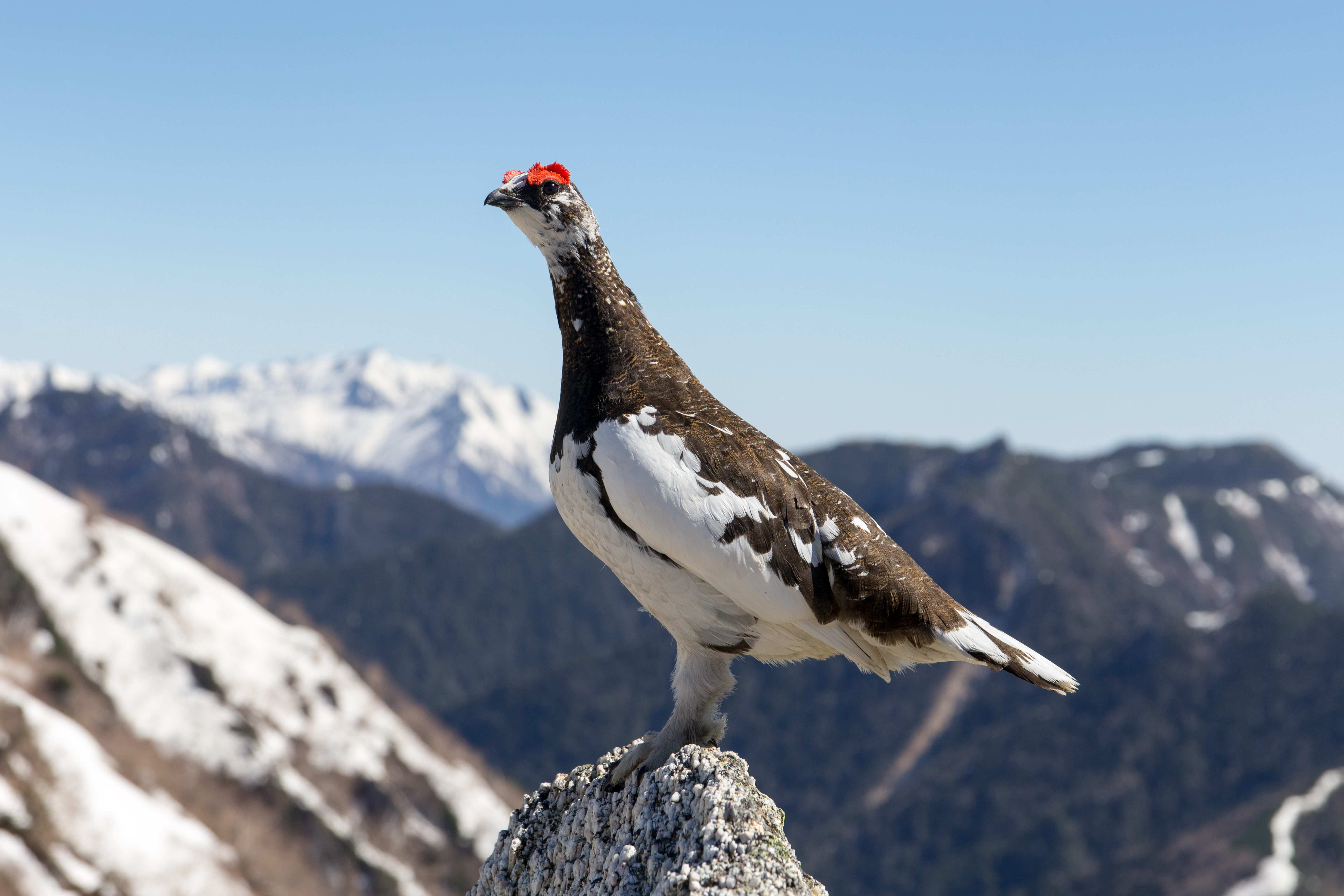
Un lagopède alpin (Lagopus muta japonica) avec son plumage d'été (2), sur le Mont Tsubakuro au Japon.
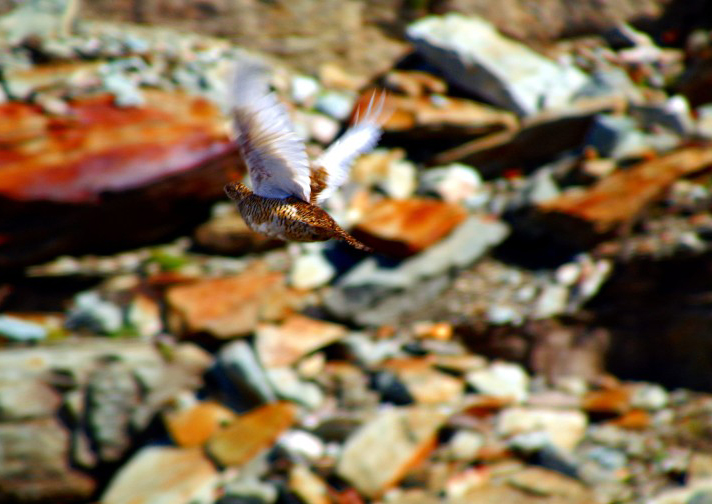
En vol Lagopus muta helvetica
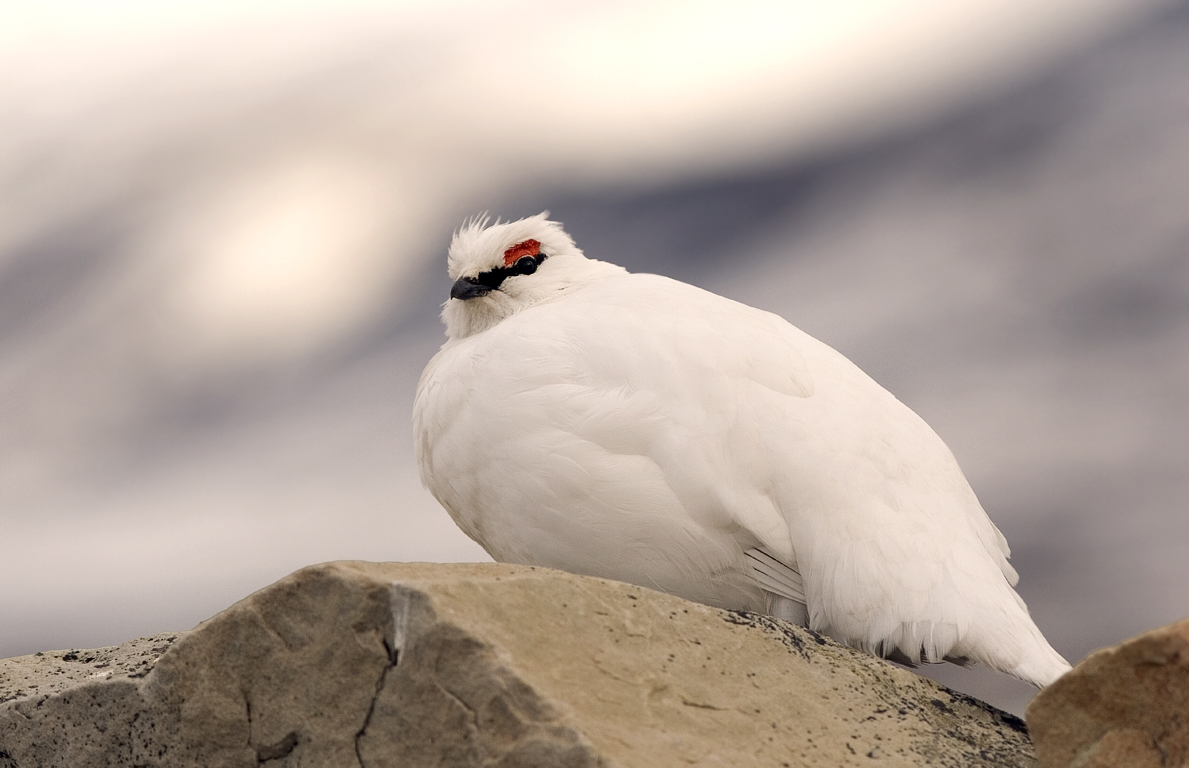
Lagopus muta hyperborea
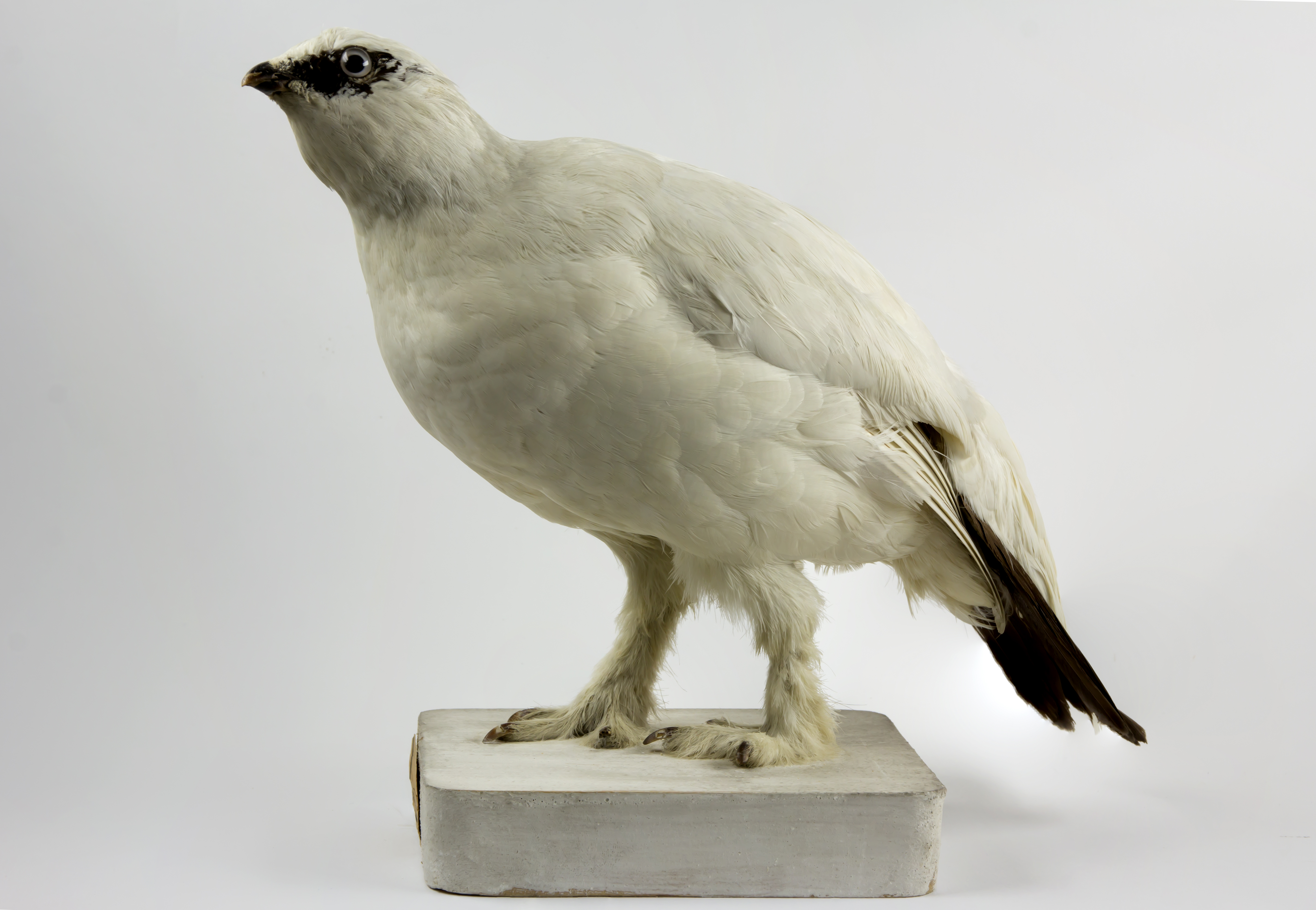
Lagopus muta pyrenaica - Muséum de Toulouse

### Particularité du plumage d'hiver
La coloration blanche de sa livrée joue un rôle protecteur car si l'oiseau conservait dans un environnement blanc son plumage nuptial, il serait vite repéré par ses prédateurs. Ces plumes blanches ont un pouvoir de réflexion (à 85%) comparable à celui de la neige (80%) dont elles ont aussi la coloration bleutée. Cette particularité est due à la présence d'air dans les plumes (qui lui sert également d'isolant). L'air, en modifiant l'angle et l'indice de réflexion de la lumière, les rapprocherait de ceux obtenus par la neige. Sur la glace, l'oiseau est plus visible car la réflexion maximale de cette manière se situe dans les parties vertes et non bleues du spectre des couleurs. 

## Comportement

### Régime alimentaire
Son alimentation change selon les saisons. En été, il se nourrit de bourgeons, notamment de saules, de baies, d'insectes, de larves et autres invertébrés. En hiver, il mange des graines, bourgeons et divers végétaux.

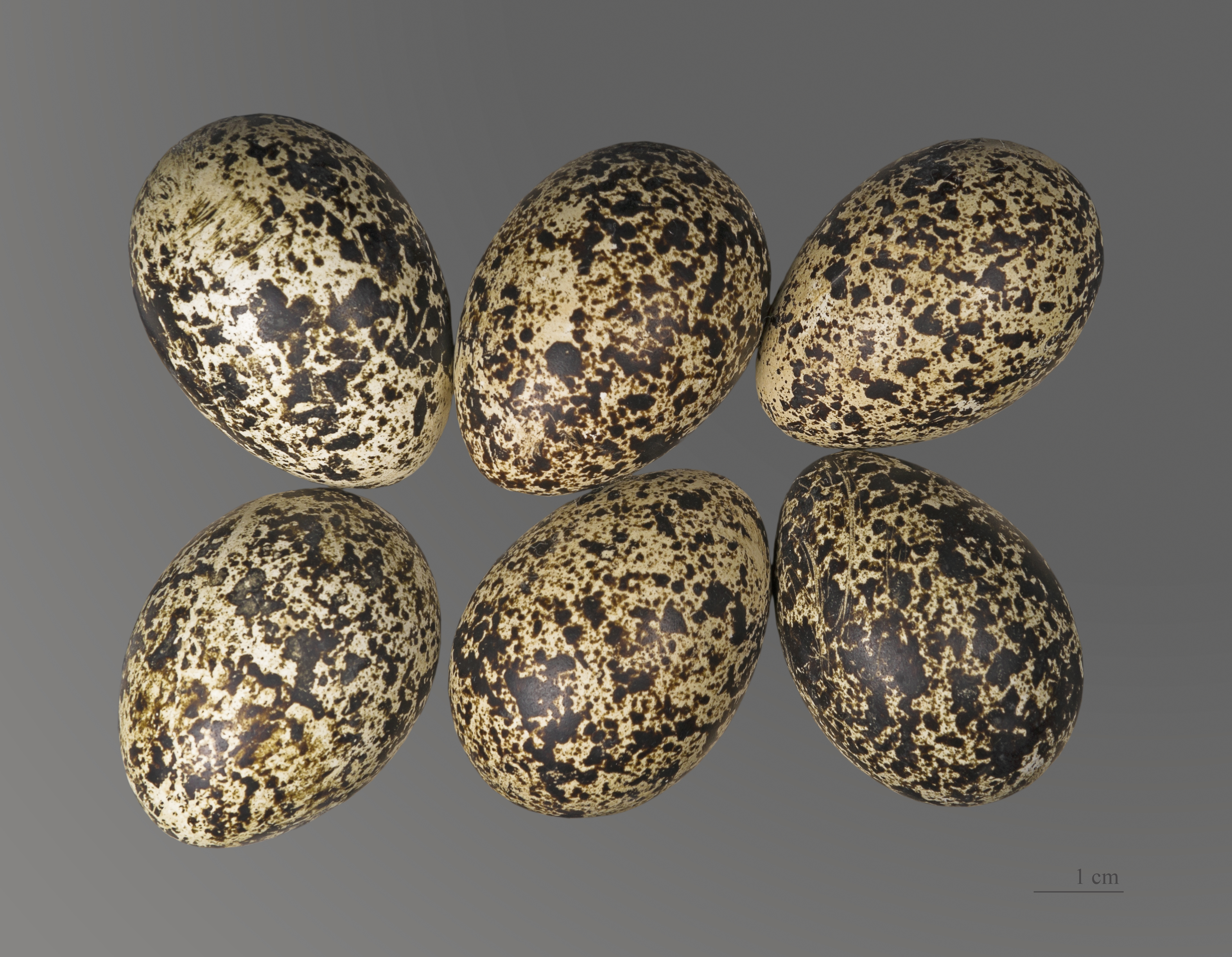
Lagopus muta - Muséum de Toulouse

### Reproduction
Le lagopède alpin atteint la maturité sexuelle à l'âge de six mois. De mai à juin, le lagopède installe son nid, jusqu'à 2835m d'altitude. Le nid est à même le sol, souvent derrière un buisson, où la femelle pond huit à douze œufs qu'elle couve seule pendant vinvingt-deux à vinvingt-sixurs, elle ne réalise qu'une ponte annuelle. Les jeunes sont nidifuges, mais ils sont capables de voler entre le 10e et le 15e jour de leur vie.
En octobre, les jeunes sont devenus adultes. Plusieurs familles se rassemblent en groupes de quinze à vingt individus.

### Cri
Son cri est bas et rauque. Le cri d'alarme et d'envol est râpeux, à sonorités creuses : keurr-keurr-keurr-kè-kè-kè et aussi kerrrrk.

### Rôle de la crête des lagopèdes alpins mâles
Mis à part la crête, le lagopède alpin mâle n'a pas d'ornements typiques des tétraonidés des régions tempérées. Des études sur d'autres tétraonidés ont montré qu'il existe de grandes variations dans la taille et la couleur des crêtes entre les espèces et que la crête est utilisée pour la parade nuptiale et les interactions agressives entre mâles. De nombreuses études ont montré qu'il existe une forte corrélation entre la taille de la crête et le taux de testostérone chez les mâles; un rapport de 1981 montre que la quantité de testostérone est liée à l'agressivité envers d'autres mâles.
La crête du mâle a fait l'objet d'études sur la sélection sexuelle. Des études portant sur une population de lagopèdes alpins mâles du lac Scarpa, au Nunavut, ont montré qu'au cours de la première année, le succès de l'accouplement chez les mâles était influencé par la taille et la condition des crêtes, et que les mâles bigames avaient des crêtes plus grandes que les mâles monogames. La corrélation avec la taille a disparu après la première année, mais la corrélation avec l'état de la crête est demeurée, ce qui est conforme à une autre étude de la même population de L. muta qui a montré que le succès de l'accouplement dans son ensemble est corrélé avec l'état de la crête.

## Répartition et habitat

### Répartition
C'est un oiseau sédentaire vivant en Amérique du Nord, au nord-est de l'Asie (notamment dans l’Oblast de Tioumen, en Russie), ainsi qu'en Europe du Nord sur les pentes montagneuses rocheuses et dans la toundra. Il est répandu dans la Cordillère Arctique et on trouve des populations isolées dans les Alpes, les Pyrénées, en Écosse, en Bulgarie, dans l'Oural, dans le Pamir, dans l'Altaï et dans certaines régions du Japon. Au cours de la dernière période glaciaire, l'espèce était beaucoup plus répandue en Europe continentale. Il a également été introduit en Nouvelle-Zélande, en Géorgie du Sud, aux îles Kerguelen et aux îles Crozet[réf. nécessaire]. La petite population qui vit sur la Terre François-Joseph dans l'Extrême-Arctique russe hiverne pendant la nuit polaire et survit en se nourrissant d'une riche végétation sur et sous les hautes falaises où se trouvent les colonies d'oiseaux marins en été.

### Habitat
En haute montagne, il vit en zone nivale à la limite des neiges éternelles, sur les terrains pierreux, broussailleux ou dénudés, parfois plus bas par mauvais temps. Dans le Grand Nord, il habite les toundras. Il niche à l'abri d'un rocher ou sous la végétation basse. En raison de l'habitat éloigné dans lequel il vit, il n'a que quelques prédateurs - comme l'aigle royal - et il peut se laisser étonnamment approcher.

## Taxinomie
Il a été décrit par Lars Johan Montin en 1776.
Selon le Congrès ornithologique international, il existe vingt-trois sous-espèces :
| Nom scientifique                          | Autorité de description | Année de description | Lieu de reproduction                             |
| ----------------------------------------- | ----------------------- | -------------------- | ------------------------------------------------ |
| Lagopus muta muta                         | Montin                  | 1781                 | du nord de la Scandinavie à la péninsule de Kola |
| Lagopus muta rupestris                    | Gmelin                  | 1789                 | nord de l'Amérique du Nord                       |
| Lagopus muta helvetica Lagopède des Alpes | Thienemann              | 1829                 | Alpes                                            |
| Lagopus muta japonica                     | Clark                   | 1907                 | île de Honshū                                    |
| Lagopus muta millaisi                     | Hartert                 | 1923                 | Écosse                                           |
| Lagopus muta pyrenaica                    | Hartert                 | 1921                 | centre et est des Pyrénées                       |
| Lagopus muta pleskei                      | Serebrovski             | 1926                 | nord de la Sibérie                               |
| Lagopus muta nadezdae                     | Serebrovski             | 1926                 | sud de la Sibérie, nord de la Mongolie           |
| Lagopus muta gerasimovi                   | Red'kin Y.              | 2005                 | île Karaguinski                                  |
| Lagopus muta ridgwayi                     | Stejneger               | 1884                 | îles du Commandeur                               |
| Lagopus muta kurilensis                   | Kuroda                  | 1924                 | îles Kouriles                                    |
| Lagopus muta evermanni                    | Elliot                  | 1896                 | Attu                                             |
| Lagopus muta townsendi                    | Elliot                  | 1896                 | Kiska, Amchitka, île Little Sitkin, îles Rat     |
| Lagopus muta atkhensis                    | Turner                  | 1882                 | île Tanaga, île Adak, île Atka                   |
| Lagopus muta yunaskensis                  | Gabrielson et Lincoln   | 1951                 | île Yunaska                                      |
| Lagopus muta nelsoni                      | Stejneger               | 1884                 | île Unimak, île Unalaska, nord de l'Alaska       |
| Lagopus muta dixoni                       | Grinnell                | 1909                 | Glacier Bay, sud-est de l'Alaska                 |
| Lagopus muta welchi                       | Brewster                | 1885                 | Terre-Neuve                                      |
| Lagopus muta saturata                     | Salomonsen              | 1950                 | nord-ouest du Groenland                          |
| Lagopus muta macruros                     | Schiøler                | 1925                 | nord-est du Groenland                            |
| Lagopus muta reinhardi                    | Brehm                   | 1824                 | sud du Groenland                                 |
| Lagopus muta hyperborea                   | Sundevall               | 1845                 | Svalbard, archipel François-Joseph               |
| Lagopus muta islandorum                   | Faber                   | 1822                 | Islande                                          |

## La Lagopède alpin et l'Homme

### Étymologie
Le nom de genre du lagopède, Lagopus, vient du grec ancien lagos (λαγώς lagṓs), qui signifie " lièvre ", et de pous (πούς poús), " pied ", en référence aux plumes de l'oiseau.
Le nom de l'espèce, muta, vient du nouveau latin et signifie "muet", en référence au simple chant du mâle. Il a longtemps été mal orthographié mutus, dans la croyance erronée que la fin de Lagopus dénote le genre masculin. Cependant, comme le terme grec ancien λαγώπους lagṓpous est  féminin, et que le nom de l'espèce doit être en accord avec cela, la forme féminine muta est correcte.
Le nom anglais de l'espèce, ptarmigan, vient du gaélique écossais tàrmachan, littéralement croasseur. L'initiale silencieuse p a été ajoutée en 1684 par Robert Sibbald sous l'influence du grec, surtout pteron (πτερόν pterón), "aile", "plume", ou "pignon".

### Menaces liées à l'homme
La sous-espèce alpine Lagopus muta helvetica est sensible au réchauffement climatique. Adaptée aux conditions de froid extrême, elle tolère mal les températures plus chaudes. Dans les Alpes suisses, le lagopède monte de plus en plus en altitude en quête de fraîcheur. Son aire de répartition diminue en conséquence, et la population suisse est en déclin.
D'autres menaces possibles sont la popularité montante des sports d'hiver et de la randonnée, ainsi que la chasse.

### Dans la culture
La viande de lagopède alpin est une partie populaire des repas de fête dans la cuisine islandaise. La chasse au lagopède alpin a été interdite en Islande en 2003 et 2004 en raison du déclin de sa population. La chasse est de nouveau autorisée depuis 2005, mais elle est limitée à certains jours, qui sont révisés chaque année, et tout commerce de lagopèdes alpins est illégal.
En langue same, cet oiseau a donné son nom à la ville suédoise de Kiruna.
Dans Les Enfants de la Terre (série de romans de Jean M. Auel se déroulant à l'âge de la pierre), les ptarmigans farcis de leurs propres œufs et cuits à feu doux dans leur nid sont une spécialité culinaire dont raffole Ayla, l'héroïne de la série. Elle les prépare chaque fois qu'elle en a l'occasion, d'abord pour Creb, le magicien du clan de l'Ours des cavernes qui lui sert de père adoptif, puis pour elle-même dans la Vallée des chevaux où au début de l'histoire elle n'a que des animaux pour compagnons, enfin pour Jondalar qui au cours de la série finit par devenir son mari.